# Hokum
Das Wort Hokum bedeutet ‚Humbug, Schwindelei, Aufschneiderei, Unsinn‘, im Theater- und Showbereich auch ‚übertriebener, theatralischer Stil‘. Entstanden bzw. erstmals belegt ist der Ausdruck Anfang des 20. Jahrhunderts. Über den Ursprung des Wortes gibt es unterschiedliche Meinungen. Möglicherweise besteht eine etymologische Verwandtschaft mit dem Ausdruck Hokuspokus.
Hokum oder Hokum-Blues ist ein Musikstil, der Ende der 1920er- und Anfang der 1930er-Jahre in den USA sehr populär war. Hokum, ein schneller, tanzbarer Blues mit schlüpfrigen Texten, wird bisweilen auch als Hot Jazz bezeichnet.
Hokum wurde von afro-amerikanischen Blues-Musikern gespielt. Hauptvertreter des Hokum-Blues war der Gitarren-Virtuose Tampa Red, der 1929 mit dem Pianisten Georgia Tom als die Hokum Boys Aufnahmen machte. Ihr größter Hit war It’s Tight Like That. Der Name Hokum Boys wurde später von etlichen Bands wieder verwendet, teilweise mit Zusätzen wie etwa The New Hokum Boys oder The Famous Hokum Boys, die aus Georgia Tom, Big Bill Broonzy und Frank Brasswell sowie fallweise aus Hannah May und Bill Williams bestanden.
Auch Robert Johnson nahm mit They’re Red Hot einen Hokum-Song auf, der 2004 von Eric Clapton auf seinem Album Me and Mr Johnson neu eingespielt wurde. Anleihen beim Hokum nahm auch der Sänger und Mandolinenspieler Al Miller mit seinem populären Song „Somebody’s Been Using That Thing“ (1929).
Seit 2003 existiert im oberbayerischen Moosburg a. d. Isar eine Metal-Band mit dem Namen „Hokum“, deren Musikstil jedoch mit dem des Hokum-Blues nichts gemein hat.